# Bruno Binder-Krieglstein
Bruno Binder-Krieglstein, bis 1919 Bruno Maria Freiherr Binder von Krieglstein, (* 30. Juni 1908 in Görz; † 1990) war ein österreichischer Verwaltungsjurist.

## Leben
Er war der Sohn des Offiziers Bruno Freiherr Binder von Krieglstein (1876–1951) aus der Adelsfamilie Binder von Krieglstein. 1926 legte er die Reifeprüfung am Marieninstitut in Graz ab. Ab 1928 war er als Landwirt tätig. Von 1934 bis 1938 studierte er Jura an der Universität Graz und wurde dort am 15. Juli 1938 zum Dr. jur. promoviert. Im gleichen Jahr trat er in den politischen Verwaltungsdienst ein.
1941 wurde Binder-Krieglstein nach Ablegung der Staatsprüfung für den höheren Staatsdienst zum Regierungsassessor im Gau Steiermark ernannt. Ab 1949 war er für die Steiermärkische Landesregierung tätig. Er war Sekretär des Landeshauptmann-Stellvertreters Tobias Udier und des Landeshauptmanns Josef Krainer. Er trug den Titel eines Landesregierungsrats.
Von 1958 bis 1961 war er Direktor der Steiermärkischen Landesbibliothek in Graz. Anschließend wurde er  mit dem Titel Hofrat Vorstand der Abteilung 6 Kultur und Kunst des Amtes der Steiermärkischen Landesregierung. Ende 1973 trat er in den Ruhestand.

## Veröffentlichungen (Auswahl)
- (Hrsg.): Erzherzog-Johann-Gedächtnisausstellung. (Veranstaltet von der Steiermärkischen Landesbibliothek am Joanneum unter der Gesamtleitung von Bruno Binder-Krieglstein). Joanneum, Graz 1958.
- (Hrsg.): Steirische Bewährung 1945–1955. 10 Jahre Aufbau in der Steiermark. Festschrift hrsg. von der Steiermärkischen Landesregierung anläßlich des 10. Jahrestages der Beendigung des Zweiten Weltkrieges. (Zusammenstellung u. Red.: Bruno Binder-Krieglstein). Steirische Landesregierung, Graz 1959.
- Das Landesmuseum Joanneum und die Landesbibliothek. In: Die Vereinten Nationen und Österreich IV. 1960.
- Ein steirisches Thema – Josef Krainer. In: Steirischer Bauernbündler vom 17. Februar 1963, 155.